# باشتانكا
باشتانكا (Баштанка) هي مدينة في مقاطعة ميكولاييفسكا في أوكرانيا. ويبلغ عدد سكانها حوالي 12627 نسمة.